# Camponotus testaceus
Camponotus testaceus är en myrart som beskrevs av Carlo Emery 1894. Camponotus testaceus ingår i släktet hästmyror, och familjen myror. Inga underarter finns listade.